# Бриње (Рона)
Бриње (фр. Brignais) је насељено место у Француској у региону Рона-Алпи, у департману Рона.
По подацима из 2011. године у општини је живело 11.377 становника, а густина насељености је износила 1098,17 становника/km².

## Демографија
| 1962. | 1968. | 1975. | 1982. | 1990.  | 2011.  |
| ----- | ----- | ----- | ----- | ------ | ------ |
| 3.041 | 3.922 | 6.790 | 9.564 | 10.036 | 11.377 |